# Schaamschot

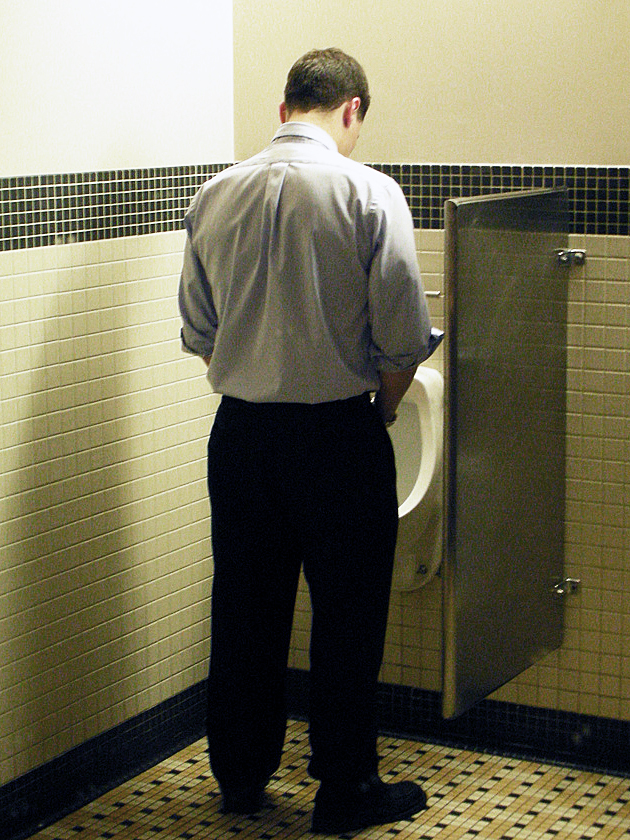
Een schaamschot schermt zijwaarts het zicht op de geslachtdelen van de gebruiker af.

Een schaamschot, schaamwand ook wel urinoirschot of kortweg schot genoemd, is een klein schot dat vaak in openbare toiletten tussen urinoirs aan de wand is bevestigd.

## Doel
De bedoeling van zo'n schot is dat de toiletbezoeker zich niet bekeken voelt door een persoon in dezelfde ruimte, bijvoorbeeld degene die voor het urinoir naast hem staat.
Onderzoek heeft uitgewezen dat veel mensen een mentale blokkering hebben wanneer ze zich bekeken voelen bij het plassen. Deze schotten moeten dit gevoel enigszins wegnemen.
Verkeerdelijk wordt zo'n wand ook wel schaamwand genoemd. In dit laatste geval gaat het dan om een wand die in plaats van tussen urinoirs tussen toiletten is geplaatst die al dan niet met een deur verder kunnen afgesloten worden, maar dit niet hoeven te zijn.

## Geschiedenis
Er zijn aanwijzingen dat dit soort schotten, maar dan niet als vrijhangend schot maar als een vrijstaand wandje, al gebruikt werden in de tweede eeuw voor Christus in het oude Egypte: archeologen hebben stenen schaamwanden gevonden bij opgravingen in Achetaton en in de tempel van Ramses III in Medinet Haboe.
In de Dajue-tempel in de Chinese hoofdstad Beijing (10e eeuw na Christus) werden eveneens schaamschotten gevonden
In Midden-Europa waren er tot in de 19e eeuw maar weinig gebouwen waarbij toiletten afgeschermd waren. Meestal deed men zijn behoefte gewoon op straat. In 1771 werd een schaamschot beschreven voor een weeshuis in Zürich.
Met de opkomst van grote steden en de daarmee gerelateerde toename van de bevolkingsdichtheid, ontstond er noodzaak voor sanitaire voorzieningen. Tegelijk namen het gevoel van schaamte en de behoefte aan privacy rond het toiletteren toe. Zodoende werden er steeds meer schaamschotten en schaamwanden toegepast.

## Trivia
Een verticaal schot onder een bureau dat voorkomt dat rokdragende mensen 'inkijk' hebben, wordt ook wel een schaamschot genoemd.